# خواكين نوفوا
خواكين نوفوا (بالإسبانية: Joaquín Novoa Méndez)‏ هو دراج إسباني، ولد في 25 أغسطس 1983 في إسبانيا.

## وصلات خارجية
- خواكين نوفوا على موقع أرشيف الدراجات (الإنجليزية)
- خواكين نوفوا على موقع إحصائيات الدراجات الإحترافية (الإنجليزية)
- خواكين نوفوا على موقع نسبة الدراجات (الإنجليزية)